# Expedição francesa na Síria

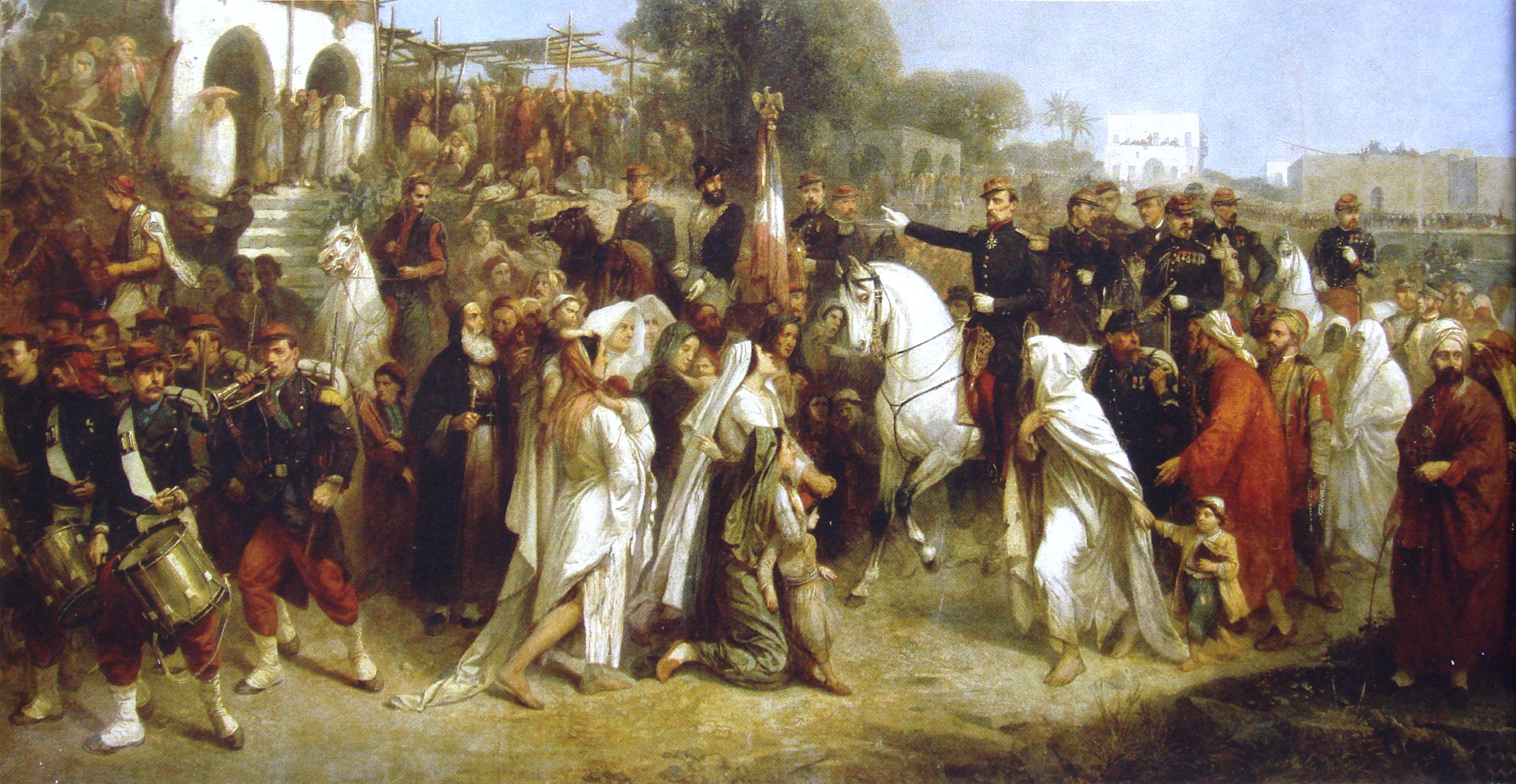
Corpo expedicionário francês liderado pelo general Beaufort d'Hautpoul, desembarcando em Beirute em 16 de agosto de 1860.

A expedição francesa na Síria ocorreu entre 1860 e 1861. A expedição foi realizada após o assassinato de milhares de maronitas, gregos ortodoxos, e cristãos greco-católicos melquitas por drusos e muçulmanos no Monte Líbano e em Damasco em junho-julho de 1860. A Grande Síria era então parte do Império Otomano.

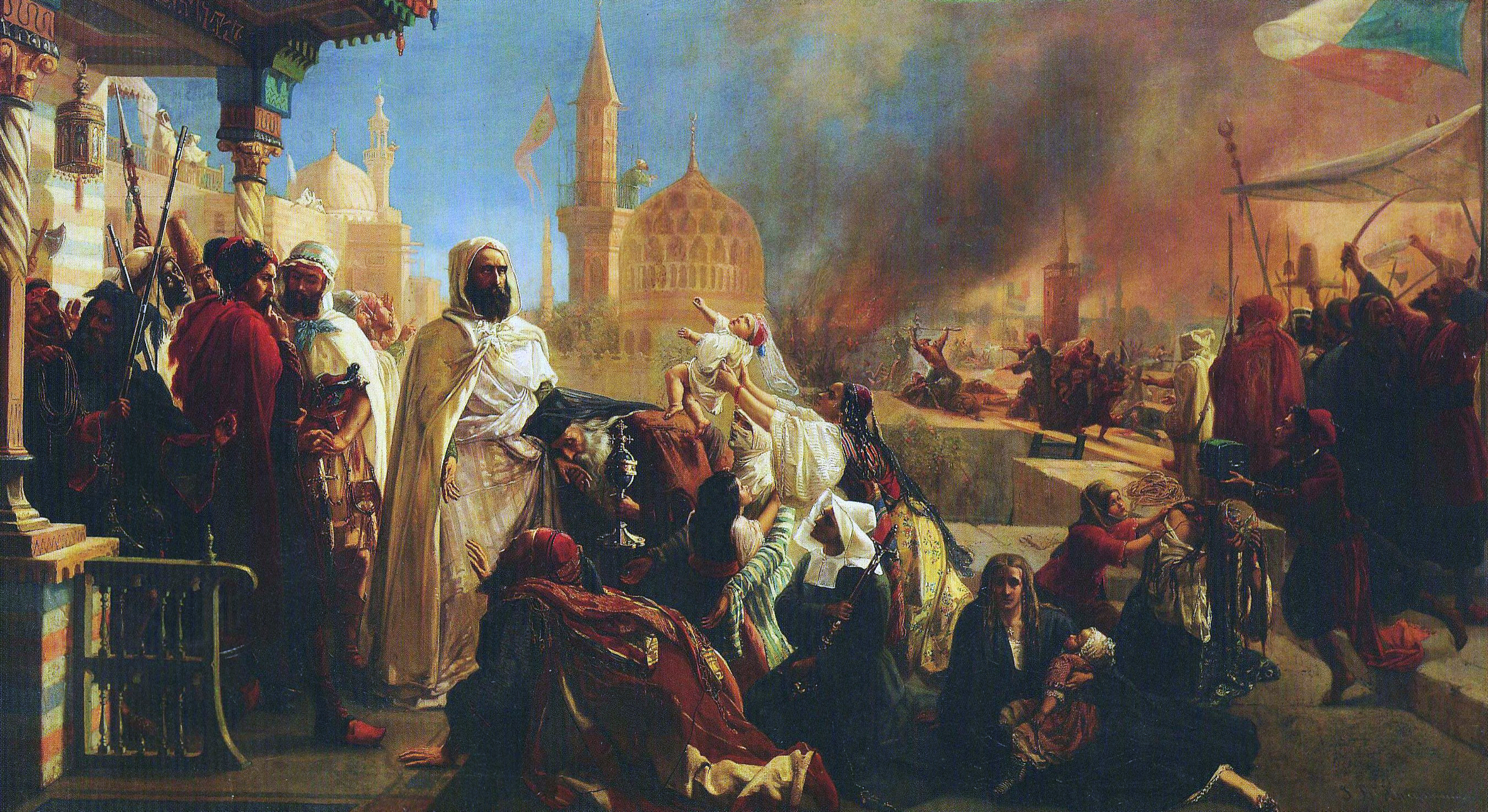
Abd El-Kader célebre por ter ajudado cristãos a escapar dos massacres, Jean-Baptiste Huysmans, 1861.

Após o massacre e um protesto internacional, o Império Otomano concordou em 3 de agosto de 1860 no envio de até 12 mil soldados europeus para restabelecer a ordem. Este acordo foi ainda formalizado em uma convenção em 5 de setembro de 1860 com a Áustria, Grã-Bretanha, França, Prússia e Rússia. A França era a fonte de metade desse número, e outros países iriam enviar forças suplementares se necessário. Para legitimar a sua intervenção, a França, liderada por Napoleão III, havia vindo a afirmar o seu antigo papel como protetora dos cristãos no Império Otomano.
O General Beaufort d'Hautpoul foi colocado no comando da força expedicionária.  d'Hautpoul era muito experiente e conhecedor dos assuntos do Oriente Médio, como ele havia servido durante a década de 1830 como chefe de gabinete de Ibrahim Paxá nas campanhas do Egito na Síria. O contingente expedicionário francês de 6.000 soldados, principalmente a partir de Châlons-sur-Marne, desembarcou em Beirute em 16 de agosto de 1860.
Beaufort tinha instruções para colaborar com as autoridades otomanas no restabelecimento da ordem e, especialmente, de manter contato com o ministro otomano Daud Pasha. Embora os problemas já haviam sido sufocados pelo Império Otomano, o corpo expedicionário francês permaneceu na Síria a partir de agosto de 1860 a junho de 1861.. Este foi mais longo que o período inicialmente acordado de seis meses.
A prolongada presença francesa na Síria foi logo recusada pelo governo britânico, que argumentou que a pacificação deveria ser deixada para as autoridades otomanas.
Uma importante consequência da expedição francesa foi o estabelecimento da autonomia do Líbano da Síria, com a nomeação pelo sultão de um governador cristão armênio de Constantinopla chamado Daud Paxá em 9 de junho de 1861.
A intervenção francesa tem sido descrita como uma das primeiras intervenções humanitárias.